# Certification Java

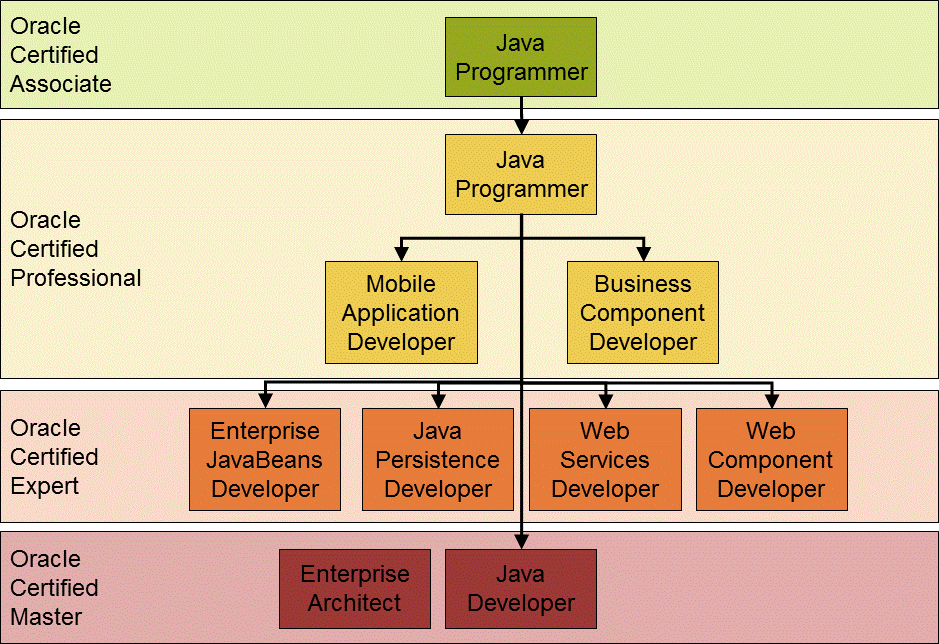
Java Certification Path

La Certification Java  est un ensemble de tests fourni par Oracle, afin de certifier les développeurs et programmeurs informatique sur les différents composants de la technologie Java

## Oracle's Certified Professional SE Programmer (OCPJP)
Oracle's Certified Professional SE Programmer (OCPJP)  est l’examen fondamental pour démontrer la bonne compréhension de Java et c’est une exigence pour les autres certifications Java.
Il est considéré comme un test suffisamment détaillé des connaissances sur les principales caractéristiques  et structures du langage de programmation  Java. Il met en test un vaste ensemble d’API Java et les caractéristiques de base, en allant de la base comme les boucles et les variables, jusqu’à des sujets plus complexes comme les Threads, les Collections et les Generics. Il ne couvre pas des domaines technologiques spécifiques comme la création d’interface graphique, le Web ou la programmation réseau, mais il couvre une partie d’API inclus dans la bibliothèque standard. L’examen évalue si le programmeur a bien compris les structures et mécanismes du langage. Toutefois le but de l'examen n’est pas de tester la capacité du programmeur à produire des programmes efficaces, mais  de tester par exemple la collection qui doit être choisi pour implémenter un algorithme efficace sans avoir à réinventer la roue.
Il est évalué à travers un  test à choix multiples administré automatiquement et se compose de 85 questions pour lesquelles le candidat a 150 minutes pour y répondre. Au moins 65 % de réponses correctes sont nécessaires pour que le test soit réussi . Pour passer le test le candidat doit acheter un bon d’Oracle (voucher) et réserver le test au moins une semaine d’avance.